# Rögölen, Småland
Rögölen är en sjö i Hultsfreds kommun i Småland och ingår i Emåns huvudavrinningsområde.